# Mũi Né
Mũi Né là một địa danh, tên một mũi biển và cũng là một phường ở tỉnh Lâm Đồng, Việt Nam. Đây là một khu du lịch nổi tiếng của tỉnh Lâm Đồng từ lâu đời và là một trong số các khu du lịch quốc gia của Việt Nam (tuy nhiên, thực tế đa phần các khu nghỉ mát lại tập trung nhiều ở phường Hàm Tiến, gần Mũi Né).
Về hành chính, toàn bộ khu vực ven biển từ Mũi Né lên đến Hòn Rơm nằm cách đó khoảng 7 km là phường Mũi Né.

## Địa lý

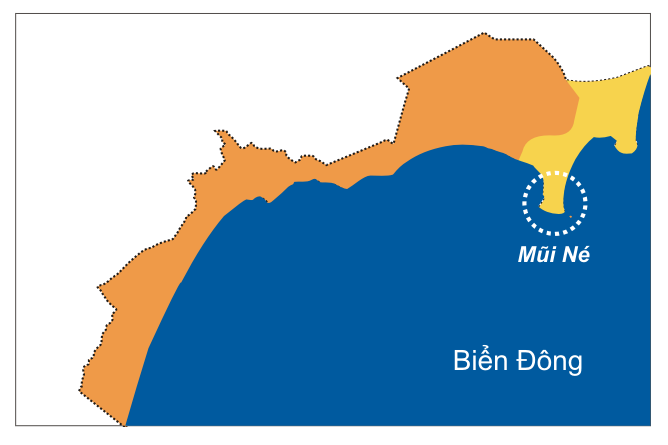
Hình ảnh cho thấy địa giới phường Mũi Né, còn mũi đất chếch về phía Đông Bắc là Hòn Rơm

## Du lịch Mũi Né

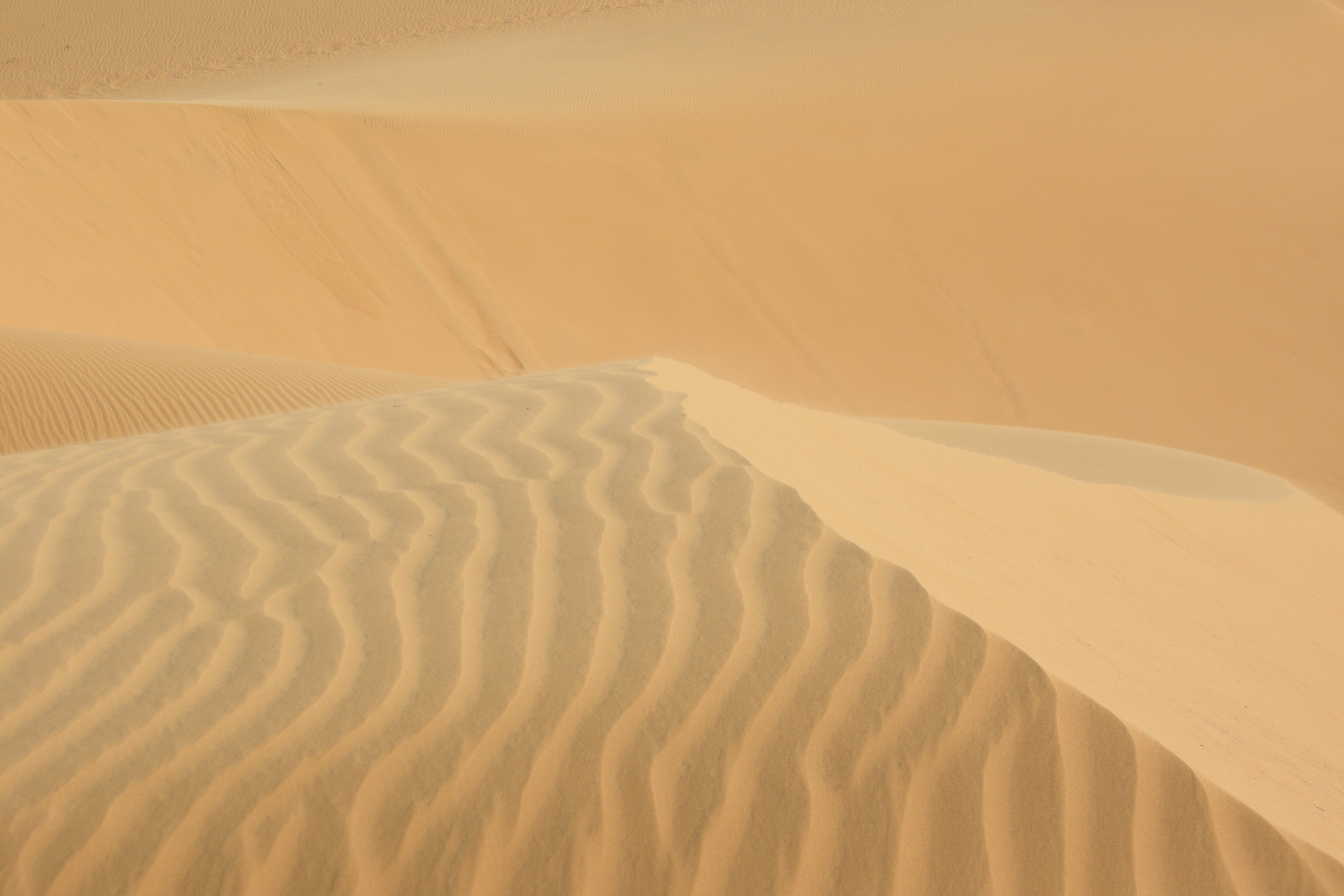
Đồi Cát Mũi Né